# Unione Sportiva Foggia & Incedit 1962-1963
Questa pagina raccoglie i dati riguardanti l'Unione Sportiva Foggia & Incedit nelle competizioni ufficiali della stagione 1962-1963.

## Stagione
Il Foggia nel campionato di Serie B 1962-1963 si classifica al quinto posto.
In Coppa Italia supera il primo turno vincendo sul Modena per 3-0, poi, perdendo 2-0 in casa, viene eliminata al secondo turno dalla Juventus.

## Organigramma societario
Area direttiva
- Presidente: Domenico Rosa Rosa

Area tecnica
- Allenatore: Oronzo Pugliese

## Rosa
| N. |                   | Ruolo | Calciatore         |
| -- | ----------------- | ----- | ------------------ |
|    | Italia (bandiera) | P     | Gastone Ballarini  |
|    | Italia (bandiera) | P     | Renzo Biondani     |
|    | Italia (bandiera) | P     | Ermes Filippuzzi   |
|    | Italia (bandiera) | P     | Sergio Notarnicola |
|    | Italia (bandiera) | D     | Giampiero Bartoli  |
|    | Italia (bandiera) | D     | Angelo Bertuolo    |
|    | Italia (bandiera) | D     | Antonio Bettoni    |
|    | Italia (bandiera) | D     | Roberto Corradi    |
|    | Italia (bandiera) | D     | Luigi De Pase      |
|    | Italia (bandiera) | D     | Antonio Ghedini    |
|    | Italia (bandiera) | D     | Giorgio Odling     |
|    | Italia (bandiera) | D     | Matteo Rinaldi     |

| N. |                   | Ruolo | Calciatore          |
| -- | ----------------- | ----- | ------------------- |
|    | Italia (bandiera) | D     | Ambrogio Valadè     |
|    | Italia (bandiera) | C     | Giuseppe Bortolotti |
|    | Italia (bandiera) | C     | Franco Danova       |
|    | Italia (bandiera) | C     | Vincenzo Faleo      |
|    | Italia (bandiera) | C     | Cataldo Gambino     |
|    | Italia (bandiera) | C     | Paolo Lazzotti      |
|    | Italia (bandiera) | C     | Antonio Santopadre  |
|    | Italia (bandiera) | A     | Cosimo Nocera       |
|    | Italia (bandiera) | A     | Roberto Oltramari   |
|    | Italia (bandiera) | A     | Francesco Patino    |
|    | Italia (bandiera) | A     | Giampiero Turci     |

## Risultati

### Campionato

#### Girone di andata
| 16 settembre 1962 1ª giornata | Foggia & Incedit | 2 – 2 | Lecco |  |

| 23 settembre 1962 2ª giornata | Padova | 4 – 2 | Foggia & Incedit |  |

| 30 settembre 1962 3ª giornata | Foggia & Incedit | 1 – 0 | Brescia |  |

| 7 ottobre 1962 4ª giornata | Simmenthal-Monza | 2 – 3 | Foggia & Incedit |  |

| 13 ottobre 1962 5ª giornata | Foggia & Incedit | 2 – 0 | Como |  |

| 9 novembre 1952 6ª giornata | Foggia | 2 – 1 | Pro Patria |  |

| 28 ottobre 1962 7ª giornata | Udinese | 2 – 7 | Foggia & Incedit |  |

| 4 novembre 1962 8ª giornata | Foggia & Incedit | 2 – 1 | Catanzaro |  |

| 11 novembre 1962 9ª giornata | Verona | 1 – 0 | Foggia & Incedit |  |

| 18 novembre 1962 10ª giornata | Foggia & Incedit | 2 – 1 | Triestina |  |

| 25 novembre 1962 11ª giornata | Lazio | 4 – 1 | Foggia & Incedit |  |

| 2 dicembre 1962 12ª giornata | Foggia & Incedit | 1 – 1 | Bari |  |

| 16 dicembre 1962 13ª giornata | Cagliari | 2 – 1 | Foggia & Incedit |  |

| 23 dicembre 1962 14ª giornata | Foggia & Incedit | 4 – 1 | Lucchese |  |

| 30 dicembre 1962 15ª giornata | Parma | 1 – 0 | Foggia & Incedit |  |

| 6 gennaio 1963 16ª giornata | Foggia & Incedit | 1 – 0 | Alessandria |  |

| 13 gennaio 1963 17ª giornata | Cosenza | 1 – 1 | Foggia & Incedit |  |

| 20 gennaio 1963 18ª giornata | Sambenedettese | 0 – 0 | Foggia & Incedit |  |

| 27 gennaio 1963 19ª giornata | Foggia & Incedit | 1 – 1 | Messina |  |

#### Girone di ritorno
| 3 febbraio 1963 20ª giornata | Lecco | 0 – 0 | Foggia & Incedit |  |

| 10 febbraio 1963 21ª giornata | Foggia & Incedit | 2 – 1 | Padova |  |

| 17 febbraio 1963 22ª giornata | Brescia | 1 – 0 | Foggia & Incedit |  |

| 24 febbraio 1963 23ª giornata | Foggia & Incedit | 1 – 1 | Simmenthal-Monza |  |

| 3 marzo 1963 24ª giornata | Como | 3 – 1 | Foggia & Incedit |  |

| 10 marzo 1963 25ª giornata | Pro Patria | 1 – 1 | Foggia & Incedit |  |

| 17 marzo 1963 26ª giornata | Foggia & Incedit | 1 – 0 | Udinese |  |

| 24 marzo 1963 27ª giornata | Catanzaro | 2 – 0 | Foggia & Incedit |  |

| 7 aprile 1963 28ª giornata | Foggia & Incedit | 1 – 0 | Verona |  |

| 14 aprile 1963 29ª giornata | Triestina | 1 – 1 | Foggia & Incedit |  |

| 21 aprile 1963 30ª giornata | Foggia & Incedit | 1 – 2 | Lazio |  |

| 28 aprile 1963 31ª giornata | Bari | 2 – 1 | Foggia & Incedit |  |

| 5 maggio 1963 32ª giornata | Foggia & Incedit | 0 – 0 | Cagliari |  |

| 12 maggio 1963 33ª giornata | Lucchese | 0 – 2 | Foggia & Incedit |  |

| 19 maggio 1963 34ª giornata | Foggia & Incedit | 3 – 0 | Parma |  |

| 26 maggio 1963 35ª giornata | Alessandria | 1 – 0 | Foggia & Incedit |  |

| 2 giugno 1963 36ª giornata | Foggia & Incedit | 1 – 0 | Cosenza |  |

| 9 giugno 1963 37ª giornata | Foggia & Incedit | 5 – 0 | Sambenedettese |  |

| 16 giugno 1963 38ª giornata | Messina | 2 – 2 | Foggia & Incedit |  |

## Statistiche

### Statistiche di squadra
| Competizione | Punti | In casa | In casa | In casa | In casa | In casa | In casa | In trasferta | In trasferta | In trasferta | In trasferta | In trasferta | In trasferta | Totale | Totale | Totale | Totale | Totale | Totale | DR  |
| Competizione | Punti | G       | V       | N       | P       | Gf      | Gs      | G            | V            | N            | P            | Gf           | Gs           | G      | V      | N      | P      | Gf     | Gs     | DR  |
| ------------ | ----- | ------- | ------- | ------- | ------- | ------- | ------- | ------------ | ------------ | ------------ | ------------ | ------------ | ------------ | ------ | ------ | ------ | ------ | ------ | ------ | --- |
| Serie B      | 43    | 19      | 13      | 5       | 1       | 33      | 12      | 19           | 3            | 6            | 10           | 23           | 30           | 38     | 16     | 11     | 11     | 56     | 42     | +14 |
| Coppa Italia |       | 2       | 1       | 0       | 1       | 3       | 2       | -            | -            | -            | -            | -            | -            | 2      | 1      | 0      | 1      | 3      | 2      | +1  |
| Totale       |       | 21      | 14      | 5       | 2       | 36      | 14      | 19           | 3            | 6            | 10           | 23           | 30           | 40     | 17     | 11     | 12     | 59     | 44     | +15 |

### Statistiche dei giocatori
| Giocatore      | Serie B  | Serie B | Coppa Italia | Coppa Italia | Totale   | Totale |
| Giocatore      | Presenze | Reti    | Presenze     | Reti         | Presenze | Reti   |
| -------------- | -------- | ------- | ------------ | ------------ | -------- | ------ |
| G. Ballarini   | 19       | -16     | -            | -            | 19       | -16    |
| G. Bartoli     | 12       | 0       | 1            | 0            | 13       | 0      |
| A. Bertuolo    | 12       | 0       | 1            | 0            | 13       | 0      |
| A. Bettoni     | 14       | 0       | 1            | 0            | 15       | 0      |
| R. Biondani    | 17       | -20     | 1            | -2           | 18       | -22    |
| G. Bortolotti  | 4        | 0       | -            | -            | 4        | 0      |
| R. Corradi     | 31       | 1       | 1            | 0            | 32       | 1      |
| L. De Pase     | 6        | 0       | -            | -            | 6        | 0      |
| V. Faleo       | 29       | 0       | 2            | 0            | 31       | 0      |
| C. Gambino     | 35       | 8       | 2            | 2            | 37       | 10     |
| A. Ghedini     | 29       | 1       | 1            | 0            | 30       | 1      |
| P. Lazzotti    | 38       | 2       | 2            | 1            | 40       | 3      |
| C. Nocera      | 38       | 24      | 2            | 0            | 40       | 24     |
| S. Notarnicola | 2        | -6      | 1            | 0            | 3        | -6     |
| G. Odling      | 8        | 0       | 2            | 0            | 10       | 0      |
| R. Oltramari   | 31       | 6       | 2            | 0            | 33       | 6      |
| F. Patino      | 36       | 5       | 2            | 0            | 38       | 5      |
| M. Rinaldi     | 29       | 0       | -            | -            | 29       | 0      |
| A. Santopadre  | 9        | 1       | 1            | 0            | 10       | 1      |
| A. Valadè      | 19       | 1       | 1            | 0            | 20       | 1      |